# Mecodema punctellum
Mecodema punctellum је инсект из реда тврдокрилаца (Coleoptera) и породице трчуљака (Carabidae). 

## Распрострањење
Пре изумирања, Стивенсово острво, Нови Зеланд.

## Станиште
Врста Mecodema punctellum је имала станиште на копну.

## Угроженост
Ова врста је изумрла, што значи да нису познати живи примерци.